# Le Morge
Le Morge (pronuncia locale /ˈmɔrʤe/) sono una località balneare della costa dei Trabocchi, nel comune di Torino di Sangro.

## Toponimo
Il nome Morge è una forma dialettale abruzzese derivante dal latino murex, "murice" poi sasso, roccia, scoglio. L'arenile è infatti composto da grandi ciottoli; inoltre barriere scogliose, anche affioranti, sono presenti nel tratto di mare antistante questa zona.

## Storia
La zona era frequentata sin dall'epoca italica, essendo area degli antichi Frentani. Sotto il governo di Roma vi erano nelle vicinanze delle stazioni come dimostra l'Itinetario di Antonino, ma anche ritrovamenti archeologici nell'area costiera di Casalbordino. Lo storico Domenico Priori ricostruisce le vicende medievali e moderne dell'area, piccolo scalo portuale del fiume Osento, di proprietà dei monaci benedettini di Santo Stefano a Rivomare, abbazia chevera posta proprio nelle vicinanze della foce. 

## Spiaggia Le Morge
La spiaggia delle Morge è caratterizzata dalla presenza di un grande scoglio (denominato "lo scoglione") un tempo situato nel mare e collegato alla spiaggia da un tombolo, ma che gli anni e le maree hanno portato a un'unione permanente con la costa.
Lo scoglione venne utilizzato come roccia di ancoraggio per un trabucco, demolito negli anni 1960 e ricostruito nel 2012.
Su alcune carte ed atlanti stradali il nome Morge è riportato Morgie, così come, erroneamente, la spiaggia di sabbia a sud dello scoglione è definita Lido Le Morge.

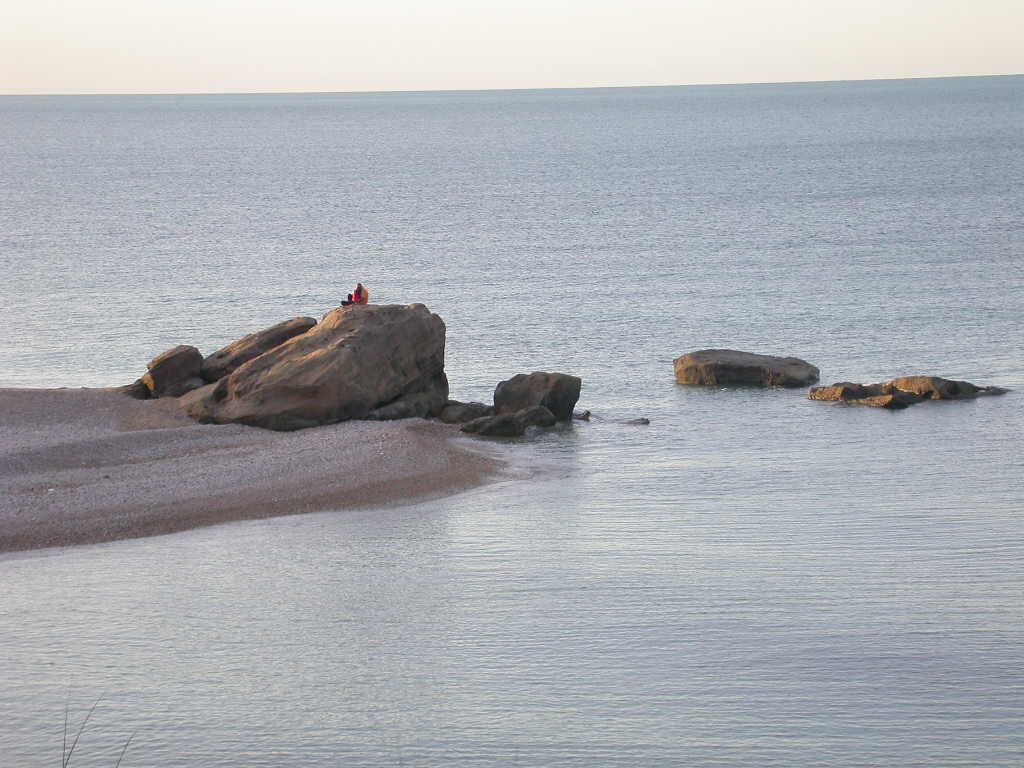
Lo scoglione

## Costa dei Trabocchi
La costa comprende un tratto di Torino di Sangro,  precisamente la cosiddetta Punta le Morge con il trabucco omonimo.

## Pista ciclabile Corridoio Adriatico
Il percorso ciclabile si collega a contrada Termini e Lido di Casalbordino, ed è sterrato,  ma è in programma l'annessione al Corridoio Adriatico con la creazione della pista ciclabile.

## Cimitero militare inglese
Il cimitero dedicato ai soldati inglesi della battaglia del Sangro (novembre 1943), è raggiungibile da Lago Dragoni,  presso valle Caterina di Le Morge, in direzione di Fossacesia.

## Infrastrutture e trasporti

### Strade
Il lido è raggiungibile dalla SS. Adriatica per Pescara o per Vasto, attraversando la litoranea della costa dei Trabocchi. Può essere anche raggiunto dalla superstrada Isernia - Castel di Sangro in uscita Torino di Sangro - Cimitero militare inglese.